# Karanemoura brevis
Karanemoura brevis (лат.) — ископаемый вид веснянок из семейства Perlariopseidae. Кыргызстан (Баткенская область, Sagul Formation), юрские отложения (плинсбахский ярус).

## Описание
Мелкие веснянки, длина переднего крыла 13 мм.
Вид Karanemoura brevis был впервые описан в 1987 году российским энтомологом Ниной Дмитриевной Синиченковой Архивная копия от 12 мая 2014 на Wayback Machine (Лаборатория артропод, Палеонтологический институт РАН, Москва) вместе с ископаемым видом Tritaniella mera и другими. Виды Karanemoura brevis, K. manca, K. appropinquata, K. abrupta, K. curvata, K. distalis, K. divaricata, K. perpropinqua, K. probata образуют ископаемый род Karanemoura Sinitshenkova, 1987.